# Алматинська вулиця (Київ)
Алмати́нська ву́лиця — вулиця в Дніпровському районі міста Києва, місцевості Стара Дарниця, Ліски, ДВРЗ. Пролягає від Празької вулиці до кінця забудови.
Прилучаються вулиці Гроденська, Профспілкова, Трактористів, Любові Малої, Машиністівська, Сеноманська, Олекси Довбуша, Макаренка, Енергодарська, Рогозівська, Винахідників і Літинська.

## Історія
Вулиця виникла в 30-ті роки XX століття під назвою вулиця Шосе ДВРЗ, з 1961 року — Дарницьке шосе. З 1973 року мала назву Алма-Атинська, на честь російської назви міста Алмати (Алма-Ата), на той час столиці Казахстану.
22 березня 2018 року Київська міська рада ухвалила рішення про уточнення назви вулиці як Алматинська.

## Установи та заклади

### Заклади освіти та культури
- Загальноосвітня середня школа № 103 (буд. № 89)
- Загальноосвітня середня школа № 11 (буд. № 113)
- Дошкільний навчальний заклад № 702 (буд. № 111-А)
- Дарницьке монтажне виробничо-навчальне управління
- Центр культури і мистецтв Дніпровського району (буд. № 109)
- Театр української традиції «Дзеркало» (буд. № 109)
- Музей історії Дарницького вагоноремонтного заводу (буд. № 74)

### Стадіони, спортивні бази
- Стадіон «Дніпровець» ДВРЗ (буд. № 62)

### Медичні заклади
- Аптека № 30 КП «Фармація» (буд. № 103/1)
- Поліклініка № 2 Дніпровського району (буд. № 2)

### Фінансові установи
- Філія Дніпровського відділення Ощадбанку № 7989/0116 (буд. № 56)
- АППБ «Райффайзенбанк-Аваль», Дніпровське відділення № 2

### Промисловість
- Дарницький вагоноремонтний завод (буд. № 74)
- Завод експериментальних конструкцій (буд. № 8)
- Київська фабрика технічних паперів (буд. № 2/1)

## Пам'ятники
- Меморіал воїнам, які загинули під час Великої Вітчизняної війни (на території ДВРЗ)
- На площі перед заводоуправлінням Дарницького вагоноремонтного заводу з 1959 року був розташований один з численних[4] київських пам'ятників Леніну (скульптор Семен Андрейченко, архітектор Ігор Масленков). Наприкінці лютого 2014 року пам'ятник було демонтовано та перевезено на зберігання на територію заводу[5].

## Зображення

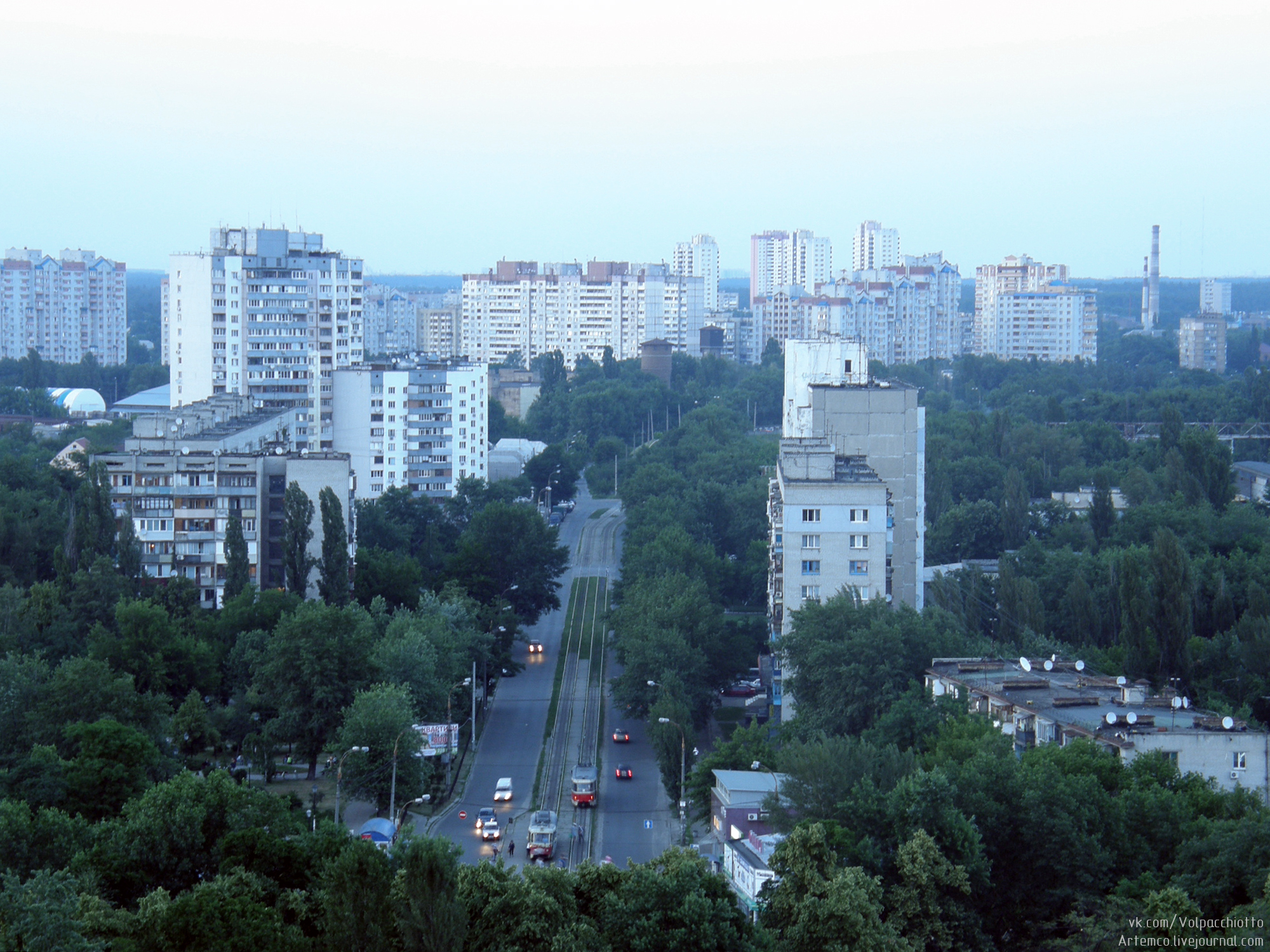
початок вулиці в Старій Дарниці
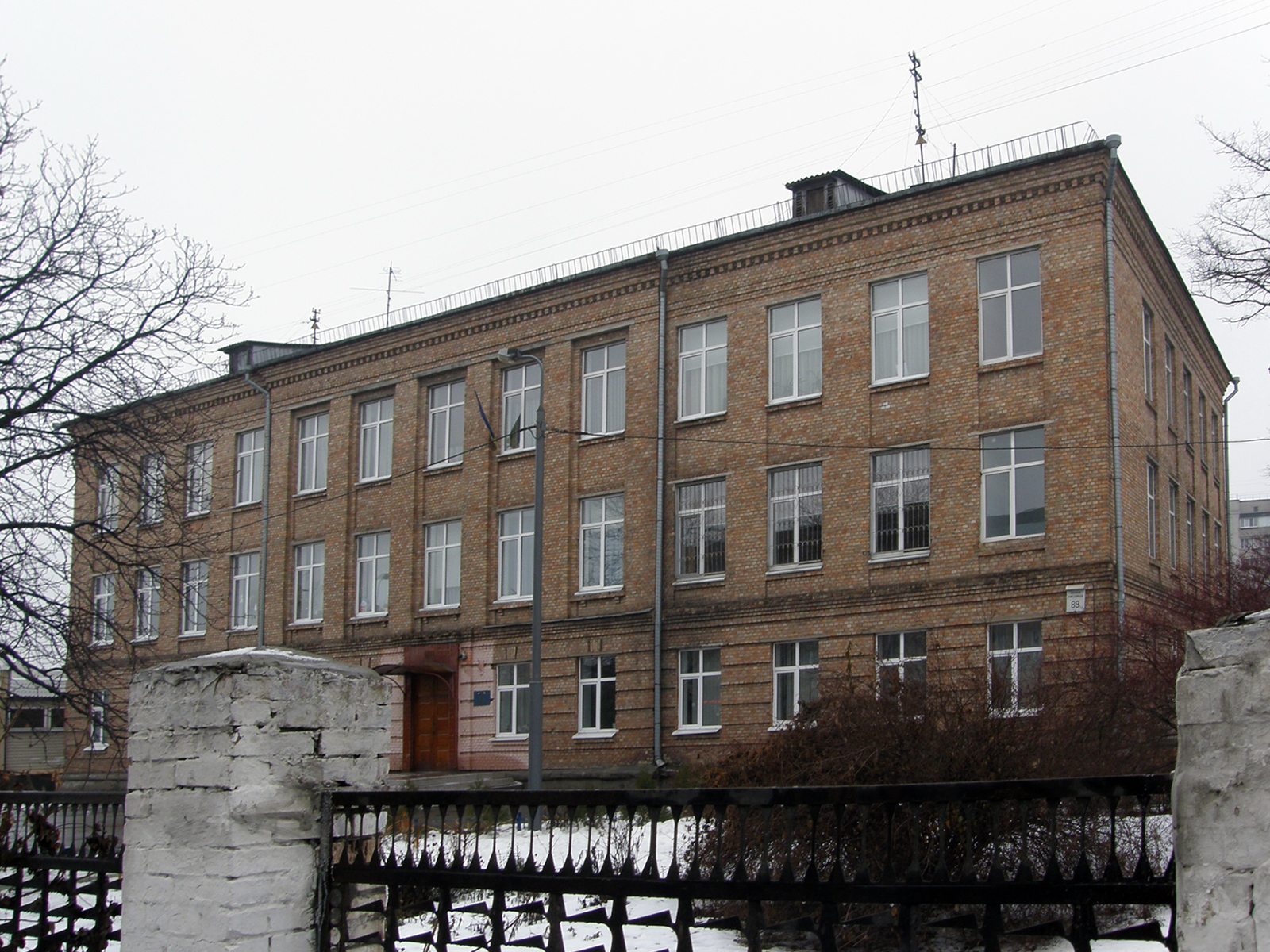
№ 89 — школа № 103, типовий проєкт 2-02-17, 1956 р.
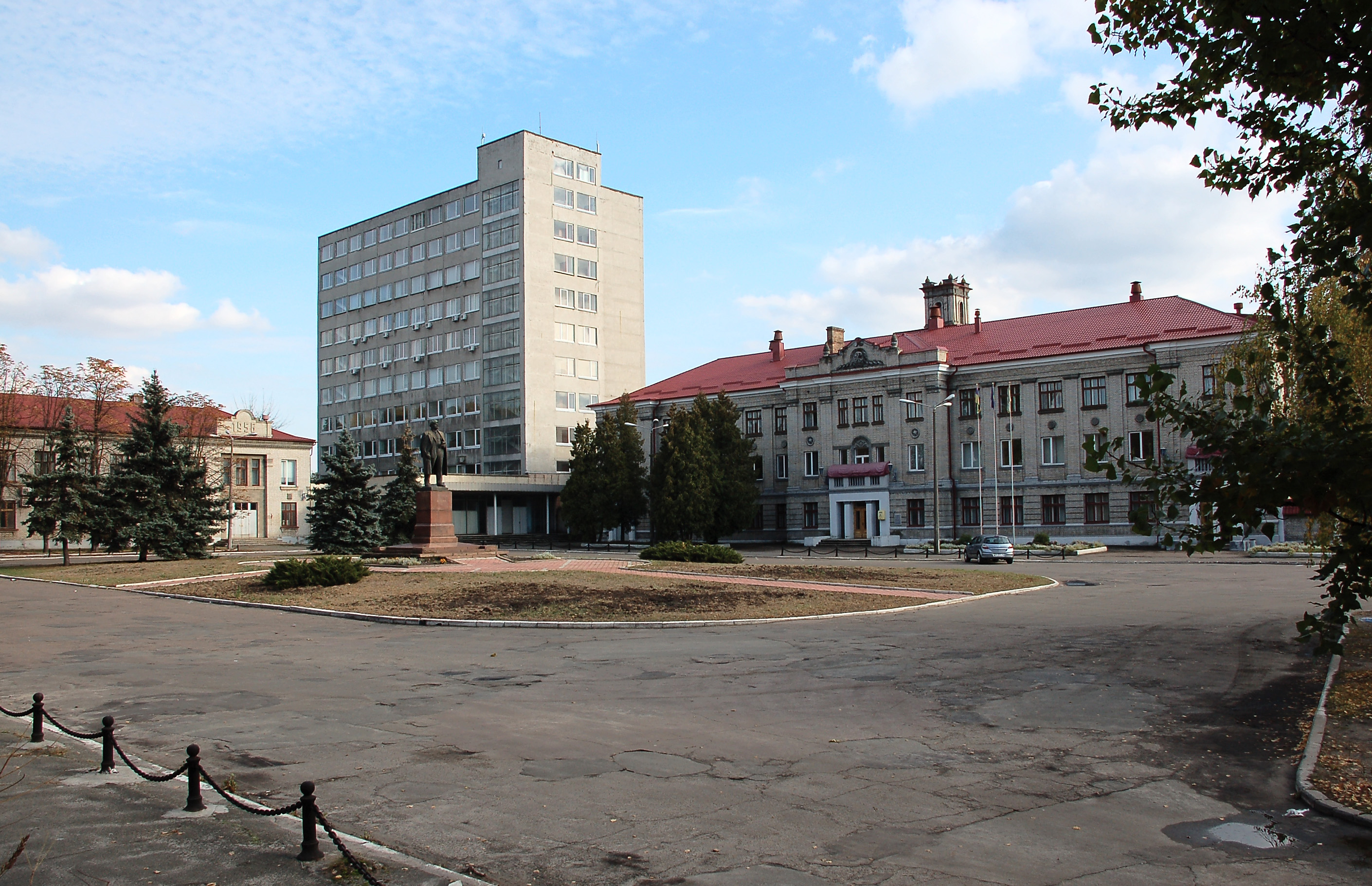
Площа перед вагоноремонтним заводом
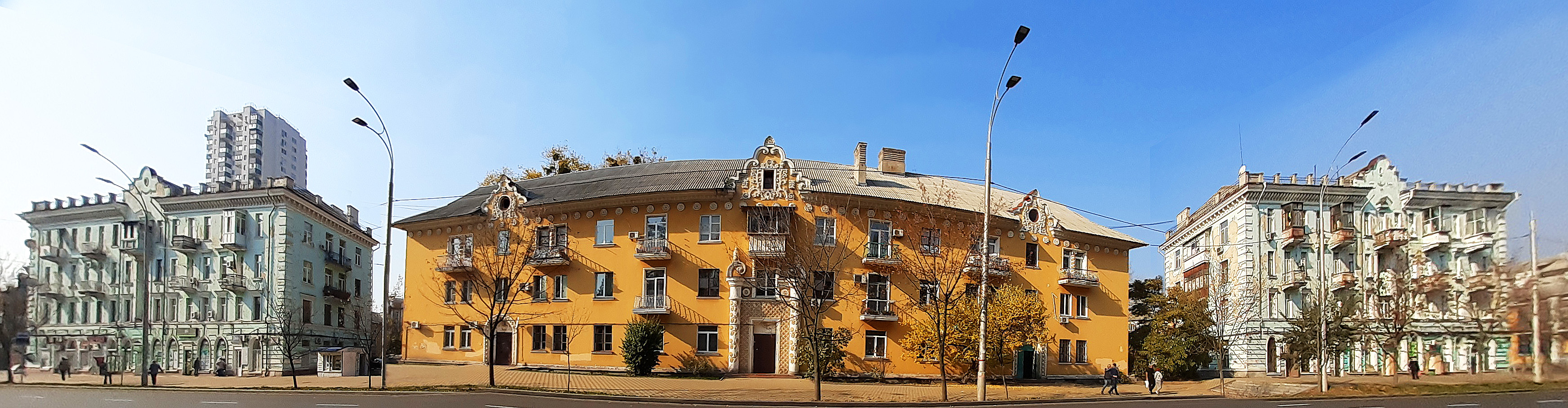
Панорама вулиці (будинки № 99, 101, 103)
Будівництво церкви на вул. Алматинській
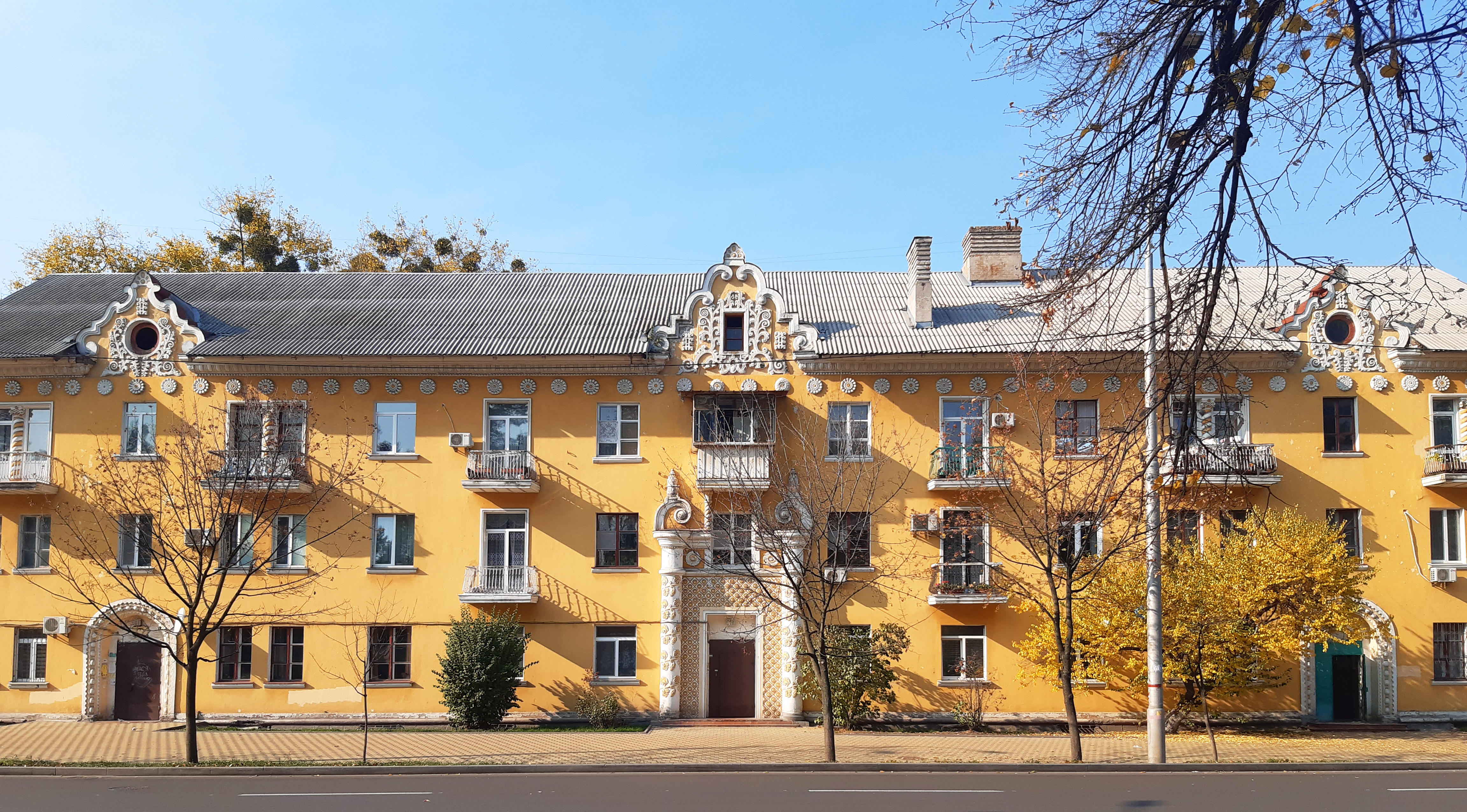
Будинок № 101 (проект А. Добровольського з елементами українського бароко)
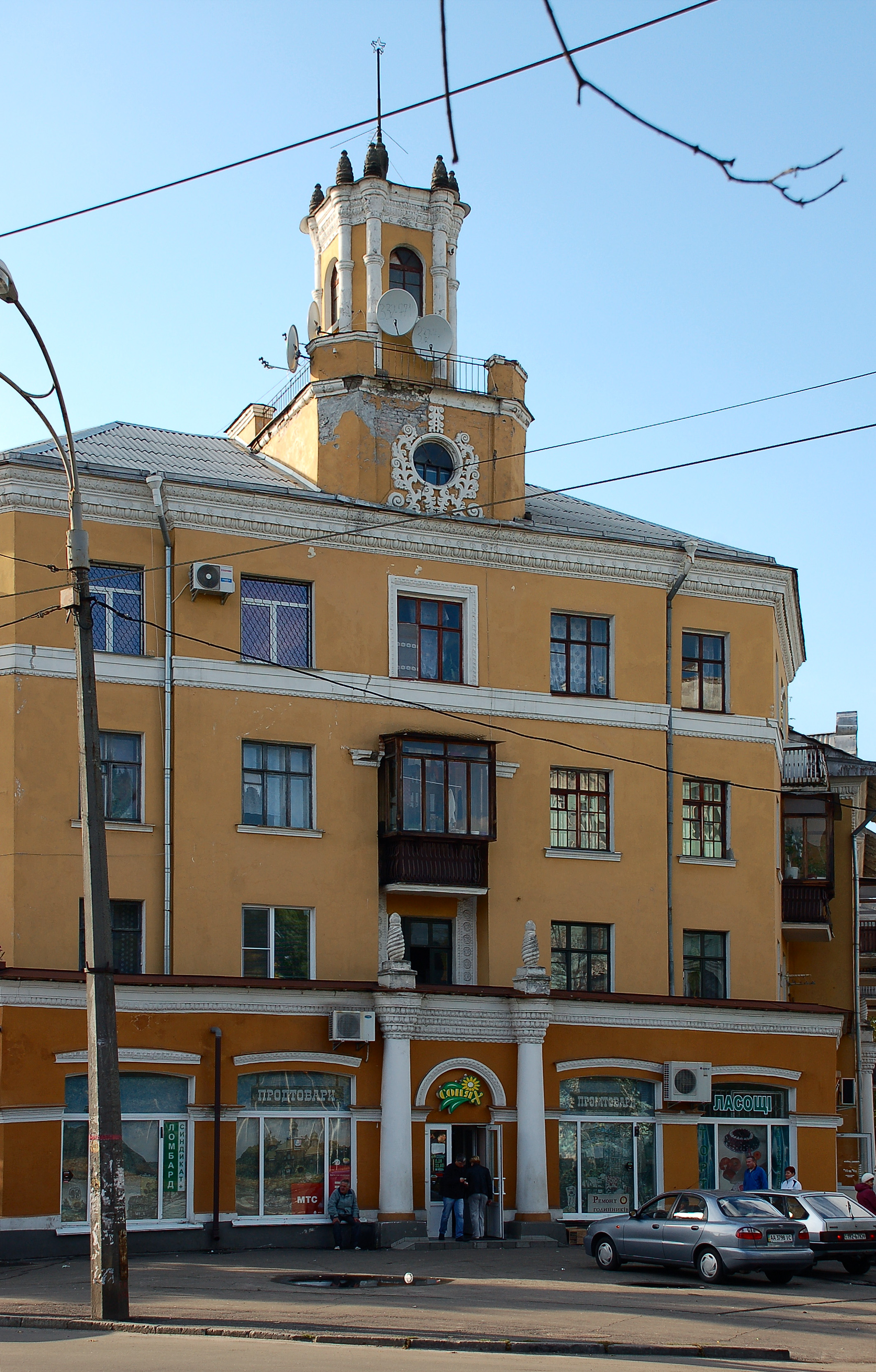
Будинок на розі Алматинської та Макаренка № 97/1
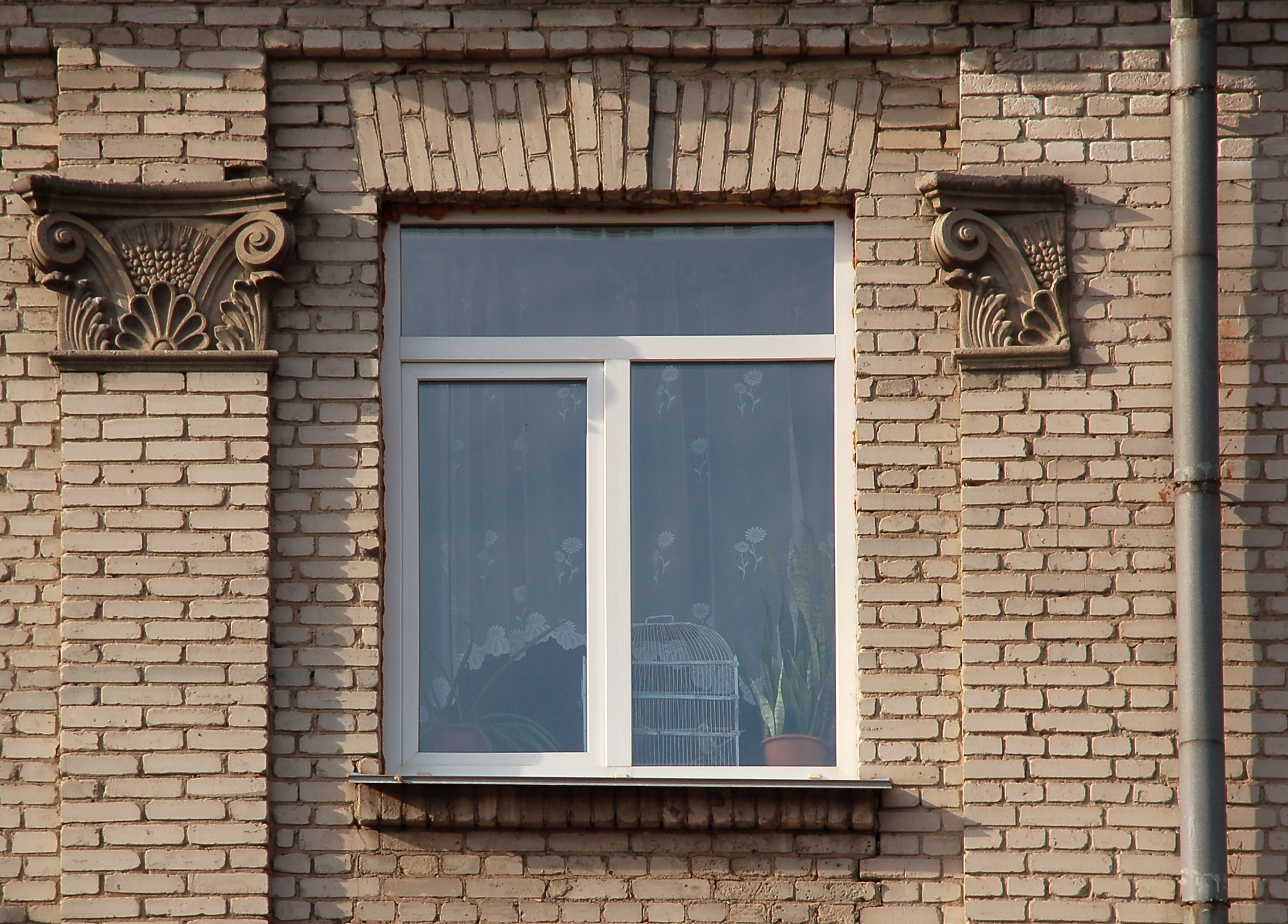
Ліпне оздоблення будинку на вул. Алматинській
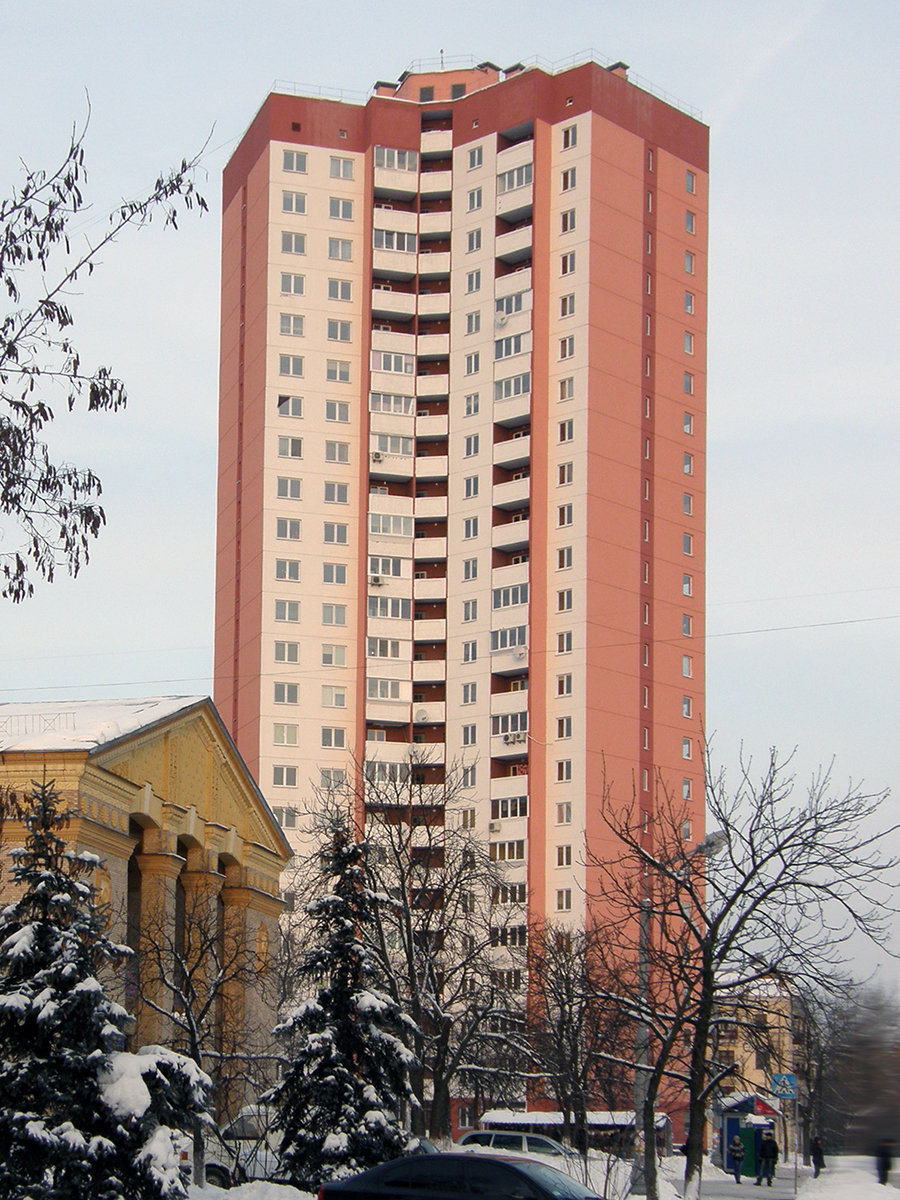
№ 109в — серія КТУ, 2011 р.
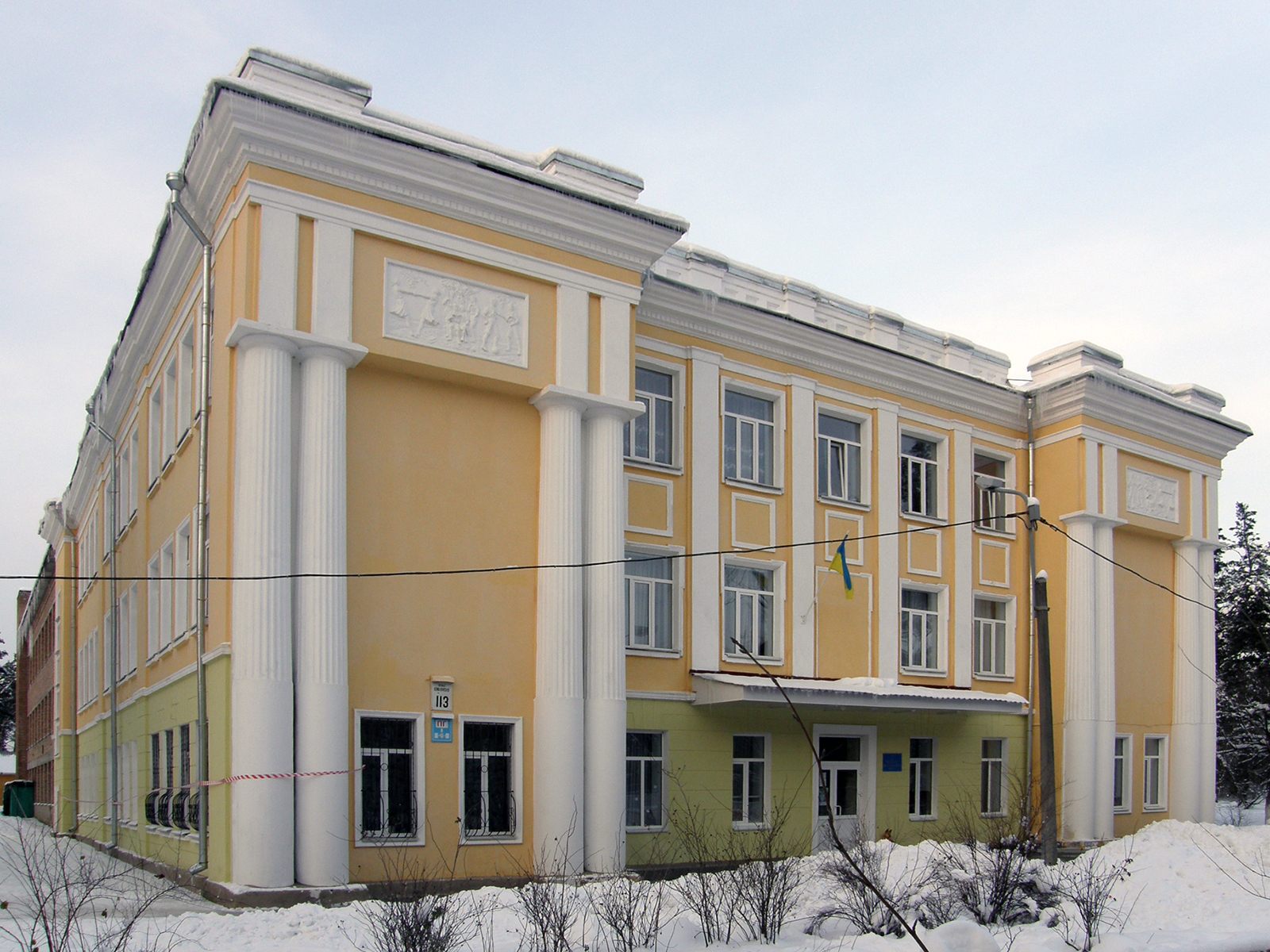
№ 113 – школа № 11, 1950 р., типовий проєкт № 104

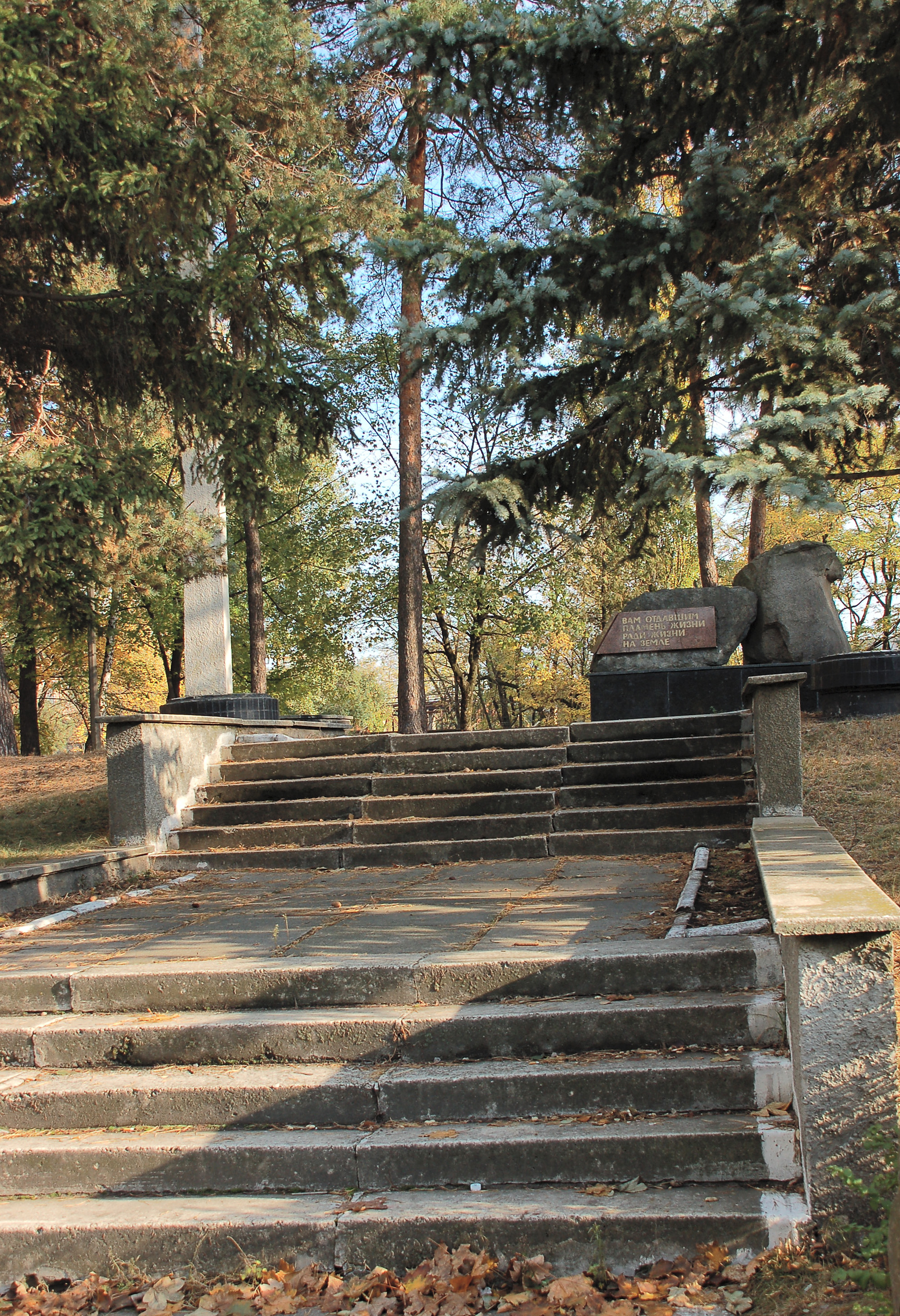
Меморіал воїнам, які загинули у Великій Вітчизняній війні
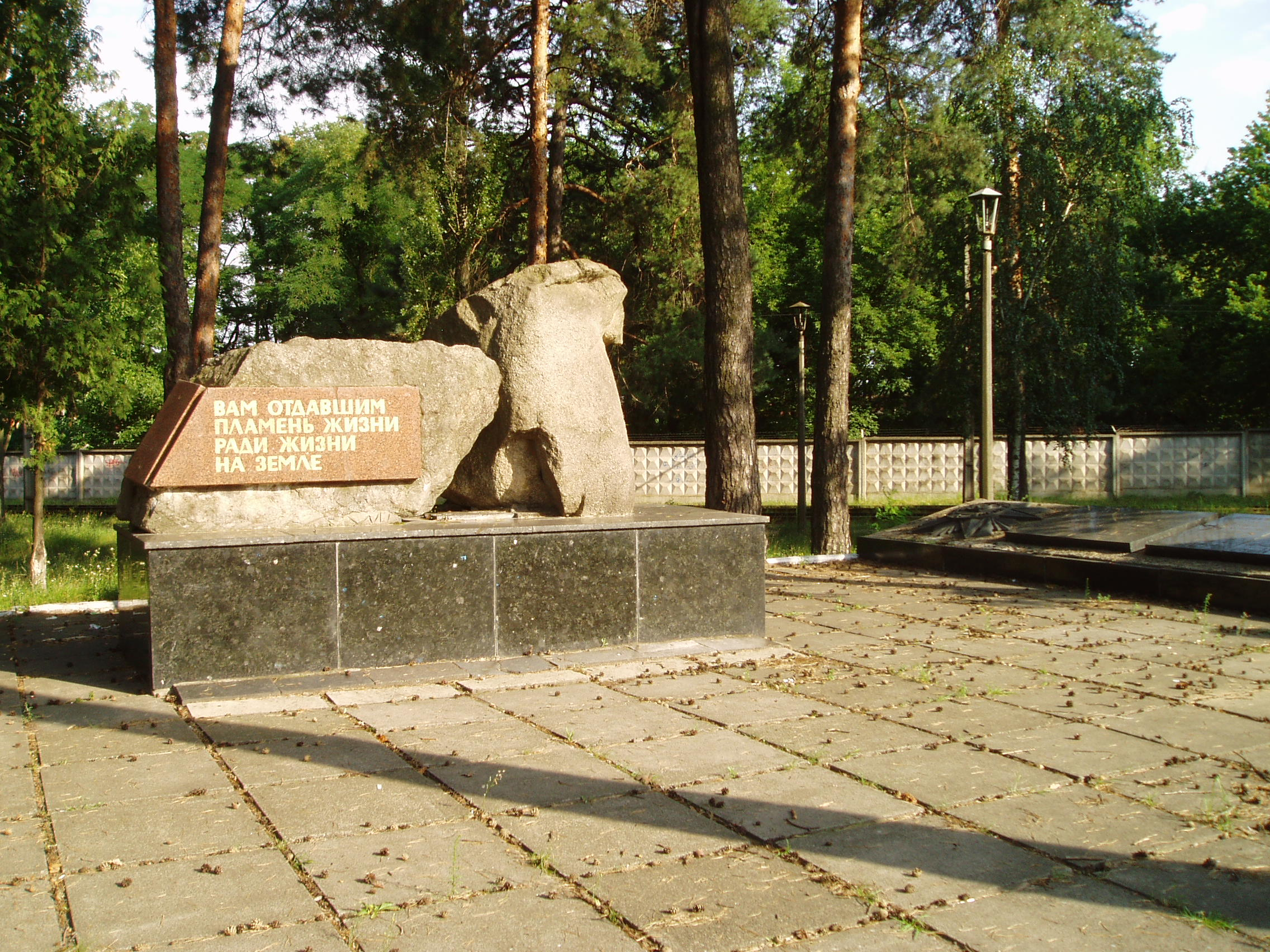
Меморіал воїнам, які загинули у Великій Вітчизняній війні (на території ДВРЗ)